# Standard Telefon og Kabelfabrik

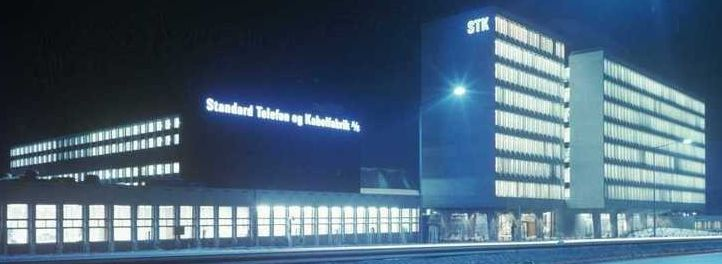
Der Firmensitz im Jahr 1976

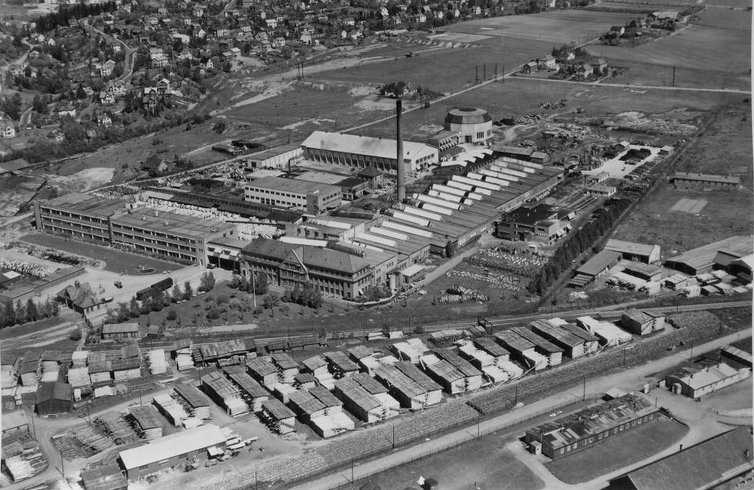
Luftaufnahme des Firmengeländes (1952)

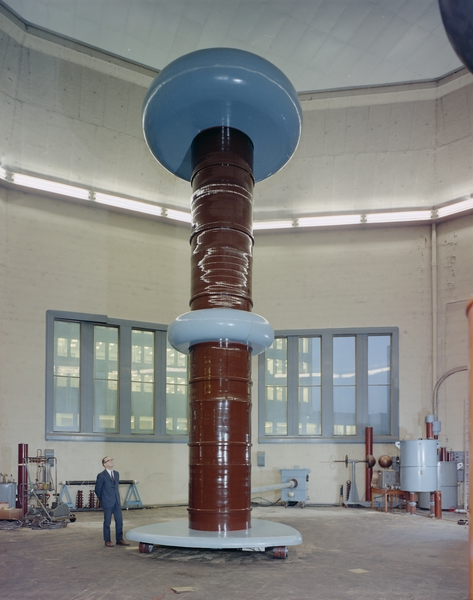
Blick in das Hochspannungslabor (1972)

Standard Telefon og Kabelfabrik (deutsch „Standard-Telefon- und Kabelfabrik“), kurz Standard oder STK, war eine norwegische Aktiengesellschaft (norwegisch Aksjeselskap, A/S) mit Sitz in der Kabelgata (Kabelstraße) in Økern, einem Industriegebiet im Stadtteil Bjerke im Nordosten der norwegischen Hauptstadt Oslo.

## Geschichte
Ursprünglich gegründet im Jahr 1915 als Scandinavian Cable and Rubber Factory (Skandinavische Kabel- und Gummifabrik), wurde das Unternehmen im Jahr 1934 von ITT/Standard Electric übernommen und als Tochtergesellschaft von ITT in Standard Telefon og Kabelfabrik (STK) umbenannt. Diesen Namen behielt es bis 1987.
Im Jahr 1935 begann die Produktion von Telefonen mit einer Belegschaft von gut 50 Mitarbeitern. In den nachfolgenden Jahrzehnten, unterbrochen durch den Zweiten Weltkrieg und der deutschen Besatzung (1940–1945), wuchs das Unternehmen und beschäftigte schließlich in den 1970er-Jahren über 4000 Mitarbeiter. Nach dem Krieg war das Werksgelände über eine eigene Buslinie an das Stadtzentrum Oslos angeschlossen, die im Jahr 1966 durch eine U‑Bahn-Linie ersetzt wurde.
Eine der wichtigsten Produktsparten blieb die Telekommunikation. Neben Endgeräten gehörte dazu wesentlich die Entwicklung und Fertigung von Telefonkabeln, insbesondere von Seekabeln für Spannungen bis zu 550 kV. Ferner wurden zeitweise auch Konsumgüter hergestellt, wie Tiefkühltruhen, Kühlschränke, Radios und Fernseher.
Darüber hinaus begann STK ab 1955 mit der Herstellung von Chiffriermaschinen. Ein Beispiel ist die ETCRRM (Electronic Teleprinter Cryptographic Regenerative Repeater Mixer), ein Chiffriergerät, das auf dem kryptographisch sicheren One-Time-Pad (OTP) basierte und als wesentliche Komponente einen Mischer enthielt. Es war als norwegische Alternative beziehungsweise Ergänzung zur britischen 5‑UCO und zur amerikanischen Sigtot konzipiert. Etwas später, um 1960, kam noch die Selma (Standard Electronic Letter Machine) dazu. Es folgten weitere und im Jahr 1978 dann Race (Rapid Automatic Cryptographic Equipment), deren Entwicklung 1973 begonnen hatte. Diese Maschine erwies sich als sehr erfolgreich und langlebig und ersetzte auf NATO-Ebene die bewährte, aber inzwischen altgediente und in die Jahre gekommene KL‑7. Die U.S. Army übernahm die norwegische Chiffriermaschine und gab ihr die Bezeichnung KL‑51.
Im Jahr 1987 wurde die Kabelsparte an Alcatel verkauft und deren Name später in Alcatel Cable Norway AS geändert, bevor sie im Jahr 2000 an Nexans ausgegliedert wurde. Die Kabelproduktion in Oslo wurde 1992 eingestellt. Die übrigen Teile wurden schließlich von Thales übernommen.